# Saint-Lazare (Dordogne)
Pour les articles homonymes, voir Saint-Lazare.
Saint-Lazare est une ancienne commune française du département de la Dordogne, qui a existé jusqu'en 1967. Depuis, elle est intégrée à la commune du Lardin-Saint-Lazare.

## Géographie
Saint-Lazare est située en Périgord central, en bordure du Périgord noir dans l'est du département de la Dordogne

## Histoire

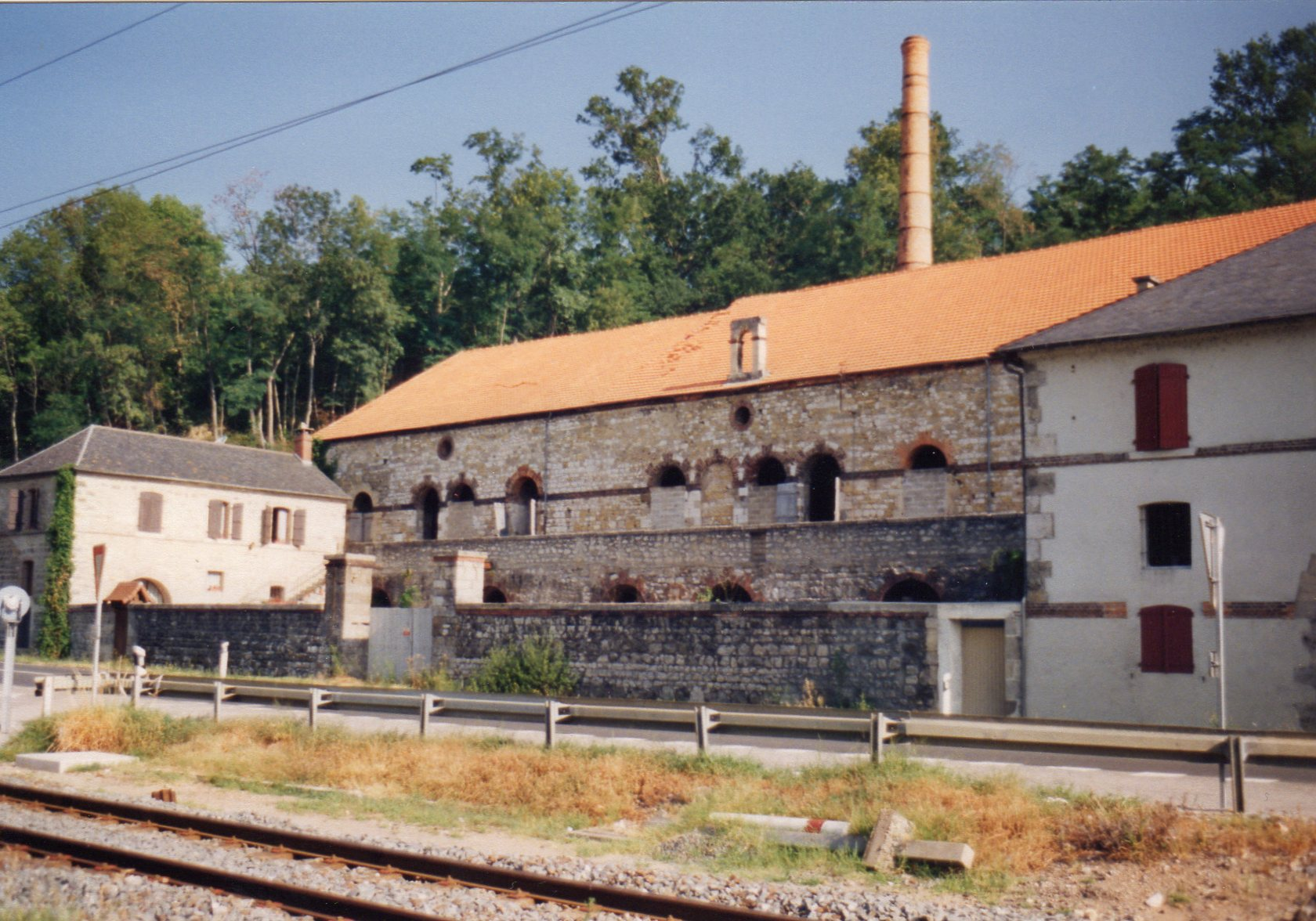
Brardville, bâtiment de l'ancienne verrerie en 1991.

En 1788, le châtelain de La Bachellerie Pierre Chapt de Rastignac obtient une concession royale pour vingt ans pour prospecter des mines de charbon au lieu-dit le Lardin, dont il est propriétaire, et y construire une verrerie. Il fait faire quelques sondages de recherche, mais la Révolution et son émigration en 1791 provoquent l'abandon de son projet. La commune de Saint-Lazare est créée à la Révolution.
En 1816, l'ingénieur des mines Cyprien-Prosper Brard acquiert une concession auprès des Houillères de Dordogne et s'installe dans la commune de Saint-Lazare. Il choisit le village du Lardin, bien situé sur la route de Lyon à Périgueux et proche de la Vézère, pour reprendre les prospections. Un puits de 75 m et une galerie principale à 70 m de profondeur atteignent une couche de charbon de 60 cm d'épaisseur moyenne. Le minerai se révèle de qualité médiocre. Pour le valoriser, Brard crée divers ateliers au Lardin, une verrerie, un four à chaux, une briqueterie, une clouterie. En 1822, l'activité générée emploie deux cents mineurs et ouvriers, impulsant le développement du Lardin avec des maisons ouvrières et une école. Mais la rentabilité ne se maintient pas, et Brard est appelé en 1827 par les Houillères de Fréjus. Il revient par la suite dans la région et décède au Lardin en 1838. En son honneur, le village autour de la verrerie reçoit le nom de Brardville. Plusieurs repreneurs successifs relancent ultérieurement l'activité de la verrerie de Brardville, qui connait une certaine agitation ouvrière à la fin du XIXe siècle.
Le 1er mai 1967, Saint-Lazare fusionne avec la commune du Lardin — créée en 1906 sous le nom de Bersac puis renommée « Le Lardin » en 1922 — qui prend alors le nom du Lardin-Saint-Lazare.

## Démographie
| 1793 | 1800 | 1806 | 1821 | 1831 | 1836 | 1841 |
| ---- | ---- | ---- | ---- | ---- | ---- | ---- |
| 416  | 424  | 479  | 402  | 504  | 523  | 520  |

| 1846 | 1851 | 1856 | 1861 | 1866 | 1872 | 1876 |
| ---- | ---- | ---- | ---- | ---- | ---- | ---- |
| 508  | 551  | 561  | 544  | 567  | 551  | 585  |

| 1881 | 1886 | 1891 | 1896 | 1901 | 1906 | 1911 |
| ---- | ---- | ---- | ---- | ---- | ---- | ---- |
| 547  | 546  | 525  | 563  | 593  | 619  | 587  |

| 1921 | 1926 | 1931 | 1936 | 1946 | 1954 | 1962 |
| ---- | ---- | ---- | ---- | ---- | ---- | ---- |
| 554  | 645  | 520  | 518  | 465  | 470  | 476  |

## Culture locale et patrimoine

### Lieux et monuments
- L'église Saint-Lazare, mentionnée dans un pouillé du XIIIe siècle (Sanctus Lazarus), était à l'origine un prieuré de l'abbaye de Saint-Amand-de-Coly[7].

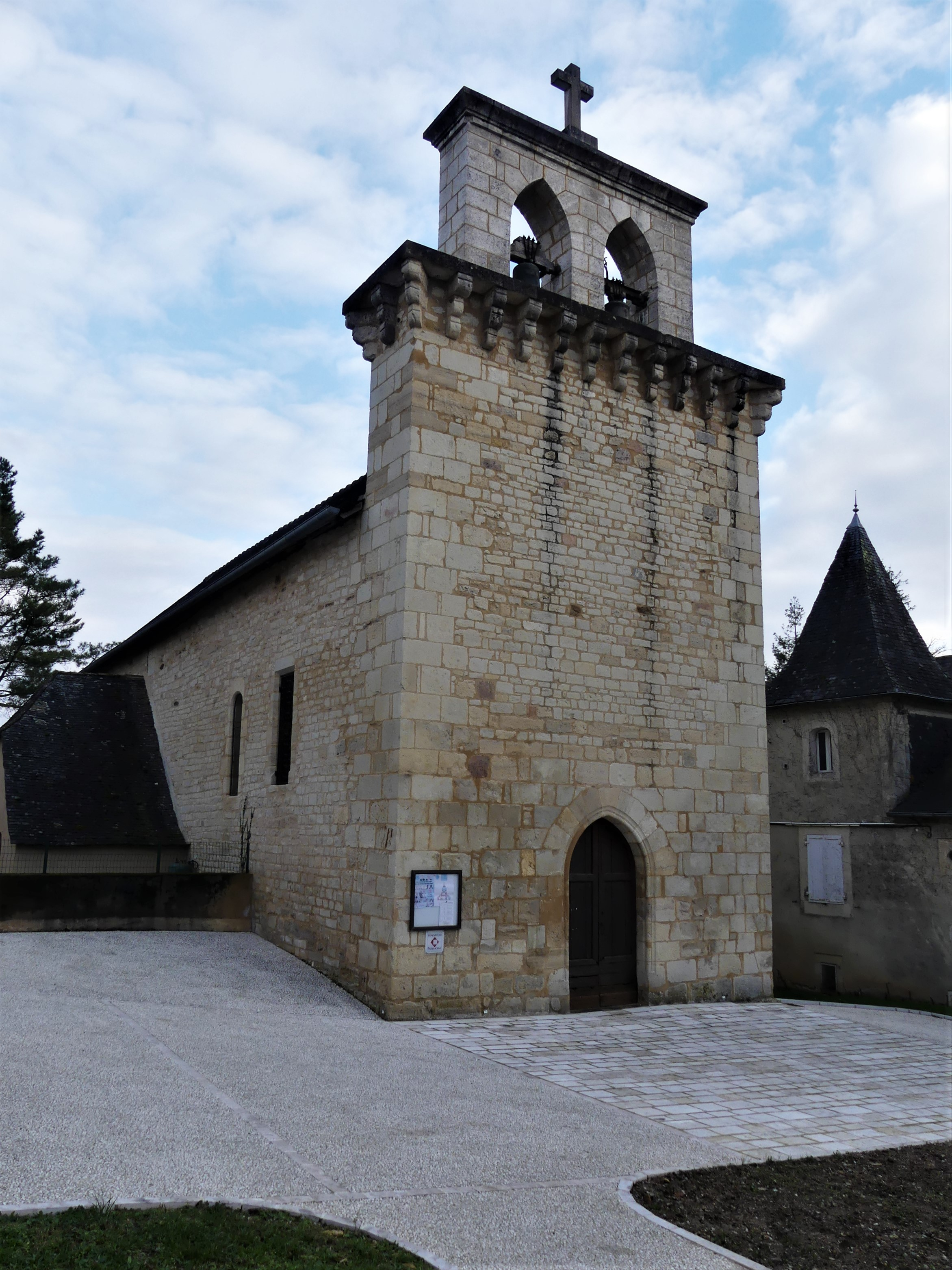
L'église Saint-Lazare.
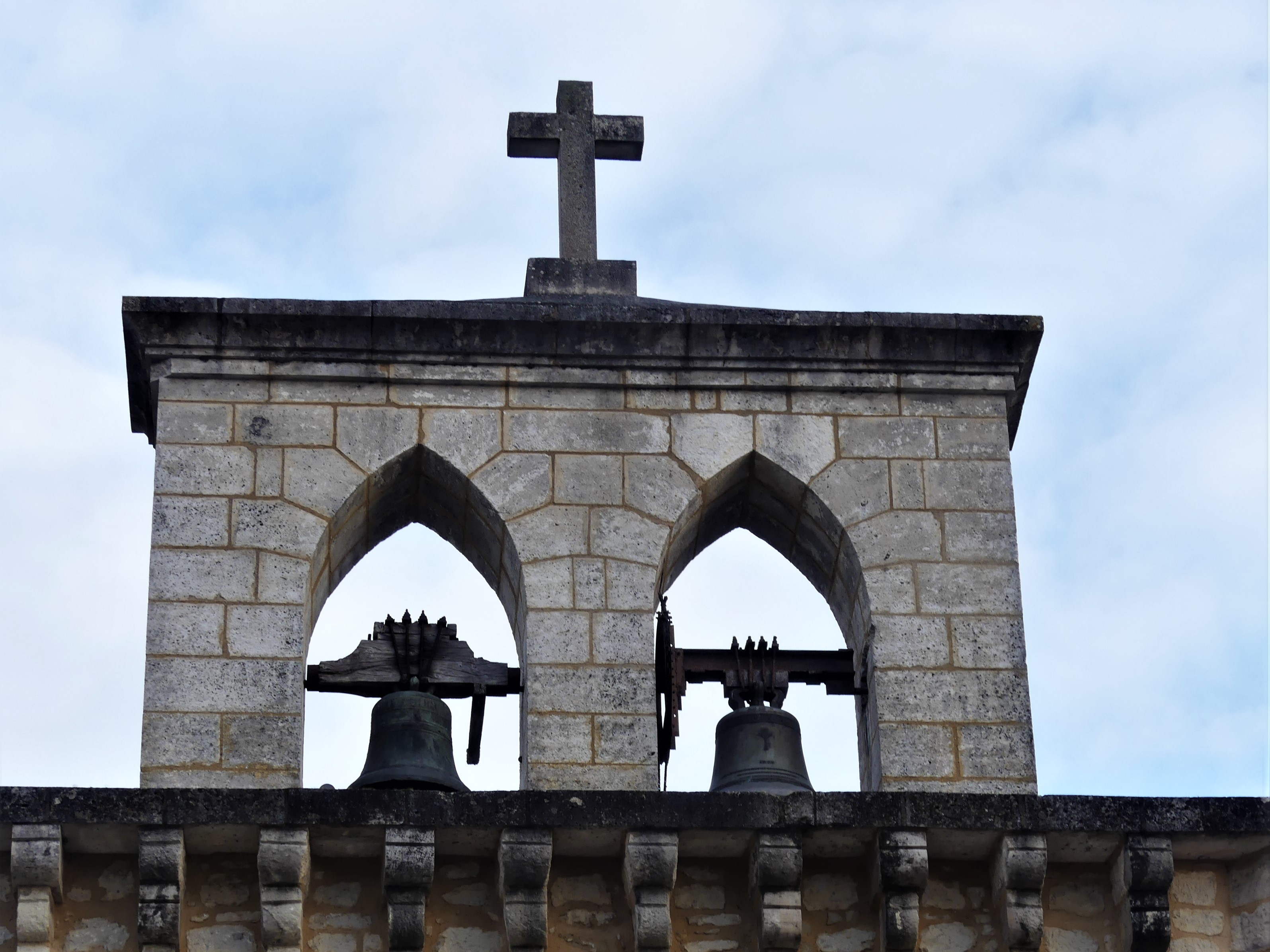
Son clocher-mur.
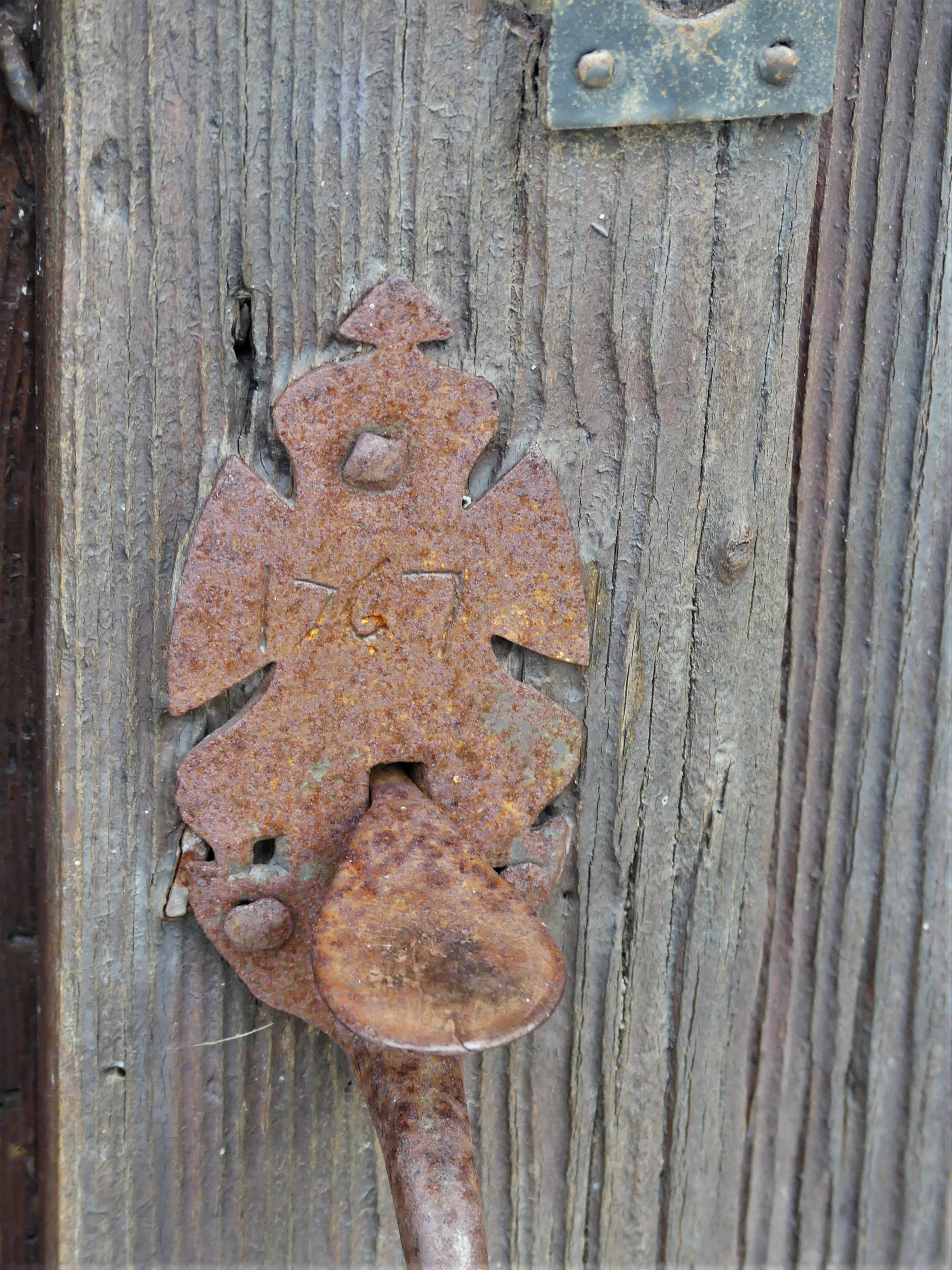
Serrure du portail de l'église portant la date de 1767.
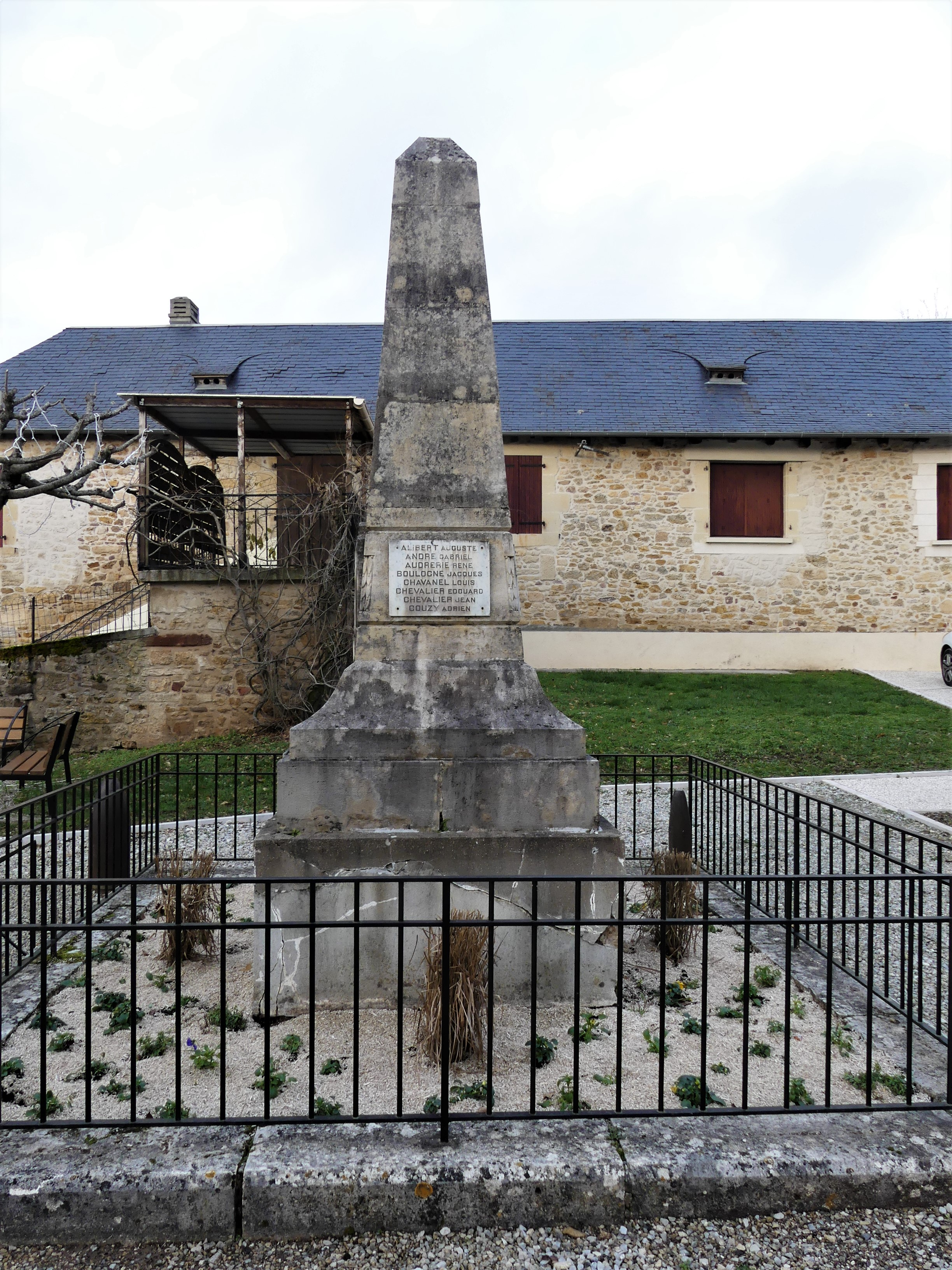
Le monument aux morts.